# Centro de Formação Profissional da Indústria da Cortiça
O CINCORK - Centro de Formação Profissional da Indústria da Cortiça nasce em 1985 e resulta do acordo protocolar entre o  IEFP - Instituto do Emprego e Formação Profissional e a APCOR – Associação Portuguesa de Cortiça, homologado pela  Portaria nº 758/87, de 2 de Setembro e alterada pela Portaria n.º 274/2023, de 5 de setembro.
O CINCORK - Centro de Formação Profissional da Indústria da Cortiça é um dos centros de formação profissional de gestão participada e está inserido no coração da Indústria de Transformação da Cortiça, onde se cruzam histórias, memórias e conhecimento.
O Cincork é o único Centro de Formação Profissional dedicado a um setor económico onde Portugal é líder mundial: a cortiça.